# Relações exteriores de Israel
As relações exteriores de Israel referem-se aos laços diplomáticos, comerciais e culturais entre o Estado de Israel e outros países ao redor do mundo. Israel aderiu à Organização das Nações Unidas em 11 de maio de 1949. Israel mantém relações diplomáticas com 157 países. Israel mantém relações diplomáticas plenas e fronteiras abertas com dois de seus vizinhos árabes, Egito e Jordânia, depois de assinar tratados de paz em 1979 e 1994, respectivamente.
Israel têm se envolvido ativamente na prestação de ajuda humanitária aos países em desenvolvimento e áreas afetadas por desastres naturais, entre eles Peru, Haiti, Turquia, Sri Lanka, Myanmar e Filipinas.
A amizade estreita com os Estados Unidos da América têm sido o eixo central da política externa israelense por décadas. Desde o estabelecimento do Estado de Israel em 1948 até a Revolução Iraniana e a queda da dinastia Pahlavi em 1979, Israel e Irã mantiveram laços estreitos. O Irã foi o segundo país de maioria muçulmana a reconhecer Israel como uma nação soberana, após a Turquia. Em meados do século XX, Israel executou ajuda internacional ampla e programas educativos na África, enviando especialistas em agricultura, gestão da água e cuidados de saúde.
Durante a década de 2000, o Ministério das Relações Exteriores advertiu que a crescente influência da União Europeia, em grande parte pró-palestina, iria isolar ainda mais Israel nos assuntos globais. Na sequência de uma série de conflitos diplomáticos com a Turquia e a ascensão da Irmandade Muçulmana no Egito em 2011, Israel têm sido descrito como cada vez mais isolado desses países. Durante o mesmo período, as relações de Israel com muitos países da Ásia, incluindo China e Índia, foram reforçadas, em grande parte devido ao crescimento da economia de Israel de alta tecnologia.

## Relações diplomáticas

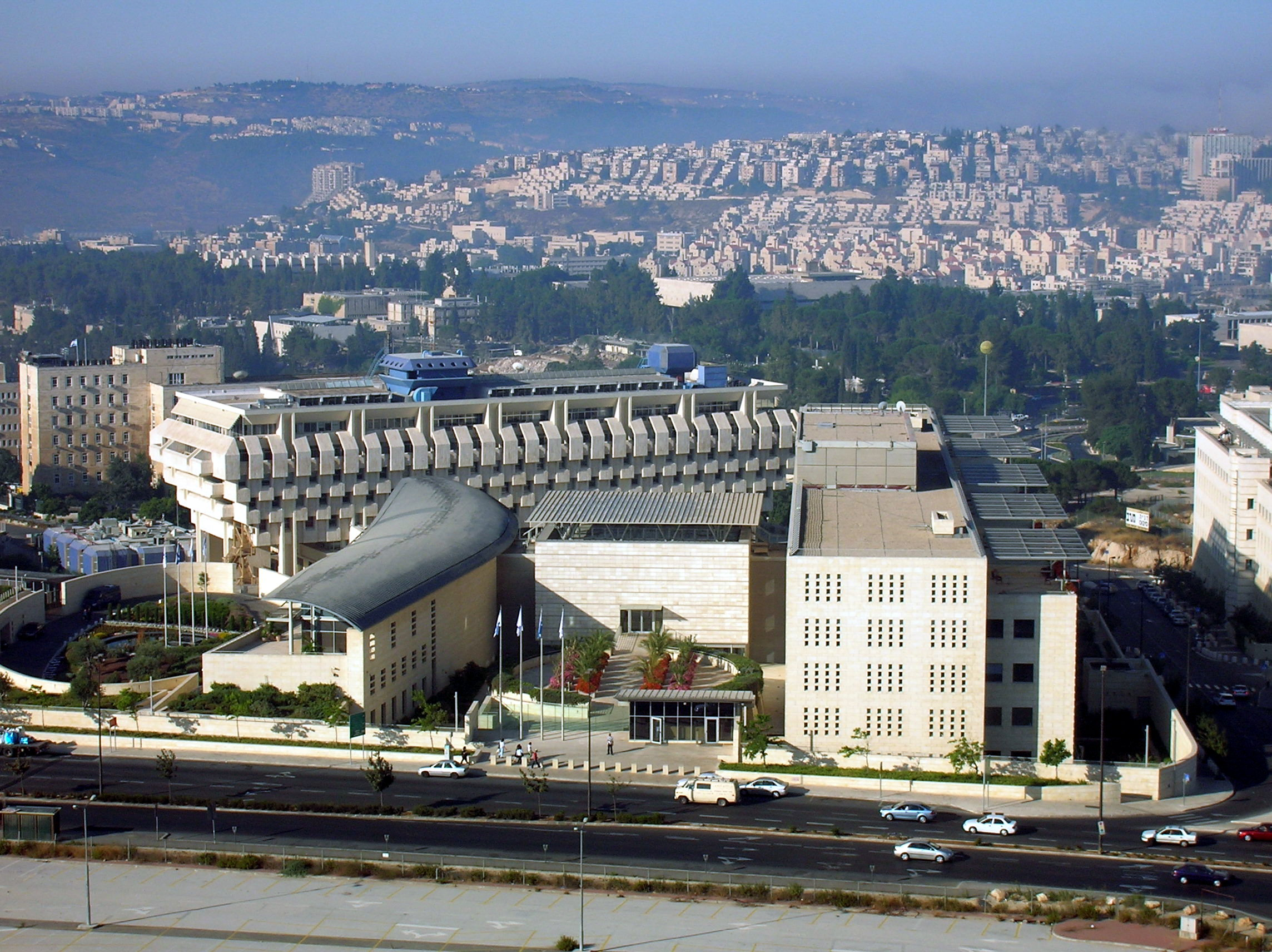
O Ministério das Relações Exteriores de Israel em Jerusalém.

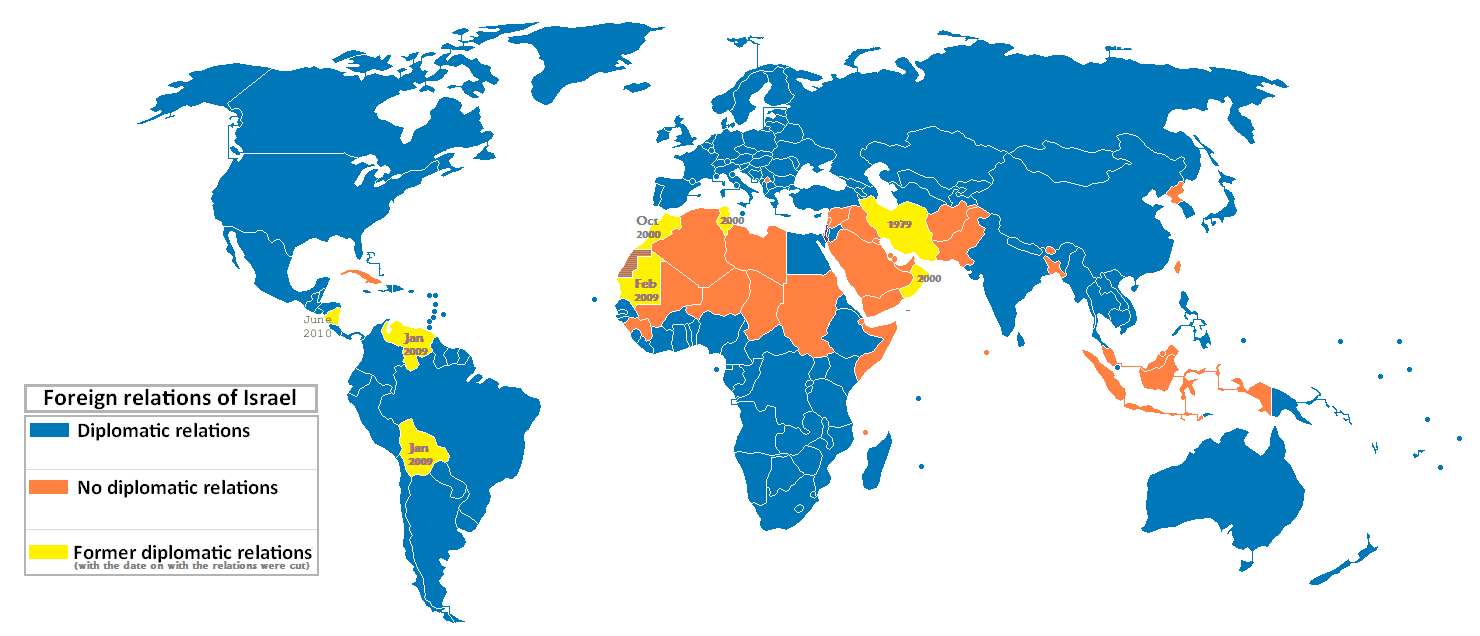
Missões diplomáticas de Israel e estado das relações com outros países:
Países que mantêm relações diplomáticas com Israel.
Países que nunca estabeleceram relações e não reconhecem o Estado de Israel.
Países que já tiveram relações diplomáticas com Israel, mas atualmente não têm.

Após o estabelecimento do Estado de Israel, em 1948, este experimentou o isolamento diplomático e boicotes da Liga Árabe. Atualmente, Israel possui relações diplomáticas com 157 dos Estados-membros das Nações Unidas, bem como com os não membros, como a União Europeia e a Santa Sé (Vaticano). Israel e o Vaticano estabeleceram relações diplomáticas em 30 de dezembro de 1993, no papado de João Paulo II.
Alguns países reconhecem Israel como um Estado, mas não mantêm relações diplomáticas. Outros não reconhecem Israel como um Estado.
Vários países já tiveram relações diplomáticas com Israel, mas, desde então, romperam ou suspenderam estas relações, como a Bolívia, Cuba, Nicarágua e Venezuela na América Latina; Mauritânia na Liga Árabe; Chade, Guiné, Mali e Níger, na África não-árabe, e até mesmo o Irã antes da Revolução Islâmica. Além disso, um número de países (todos os membros da Liga Árabe), que ao mesmo tempo possuíam laços econômicos formais (principalmente escritórios comerciais) e que foram além das relações diplomáticas plenas, romperam os laços com Israel, como o Marrocos, Omã, Qatar e Tunísia.
Em 2020, o Emirados Árabes Unidos e Bahrein retomaram as relações diplomáticas com o estado israelense em uma mediação realizada pelo Governo Trump.